# مايك سينغلتون
مايك سينغلتون (بالإنجليزية: Mike Singleton)‏ هو مصمم ألعاب ومبرمج بريطاني، ولد في 21 فبراير 1951، وتوفي في 10 أكتوبر 2012 في سويسرا بسبب سرطان.